# 阿布兰维尔
阿布兰维尔（法語：Hablainville，法語發音：[ablɛ̃vil]）是法国默尔特-摩泽尔省的一个市镇，属于吕内维尔区。

## 地理
阿布兰维尔（48°31'3"N, 6°43'42"E）面积7.59 平方千米，位于法国大東部大區默尔特-摩泽尔省，该省份为法国东北部内陆省份，是洛林的一部分，北邻比利时、卢森堡，北起顺时针与摩泽尔省、下莱茵省、孚日省和默兹省接壤。
与阿布兰维尔接壤的市镇（或旧市镇、城区）包括：雷克隆维尔、阿兹拉耶、布鲁维尔、比里维尔、弗兰、佩通维尔、瓦克桑维尔。

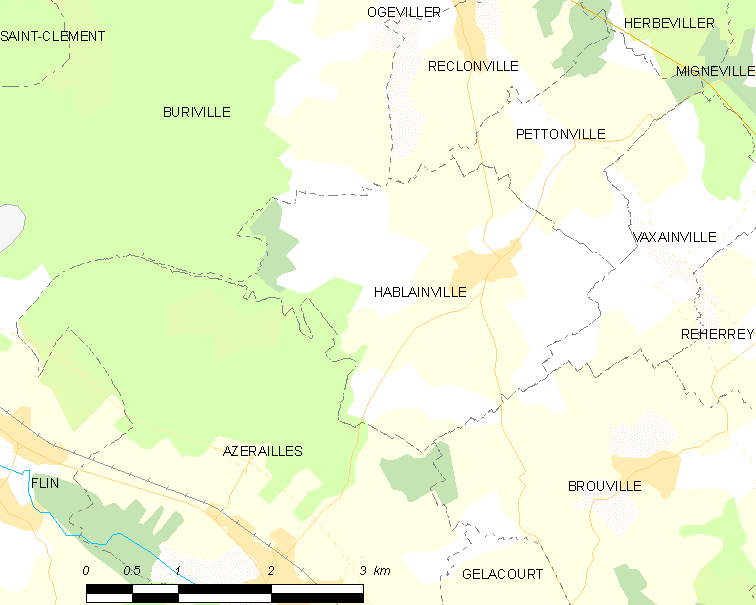
阿布兰维尔的OSM定位图

阿布兰维尔的时区为UTC+01:00、UTC+02:00（夏令时）。

## 行政
阿布兰维尔的邮政编码为54120，INSEE市镇编码为54243。

## 政治
阿布兰维尔所属的省级选区为巴卡拉县。

## 人口

1962-2008年间阿布兰维尔人口变化图示

阿布兰维尔于2022年1月1日时的人口数量为223人。